# 張韶
張韶（1456年—？），字九成，浙江寧波府慈谿縣人，民籍，明朝政治人物。進士出身。

## 生平
早年出身縣學增廣生，成化十三年（1477年）丁酉科浙江鄉試第七十名。成化十四年（1478年）戊戌科會試第一百十三名，殿試登進士第二甲第一百零一名。弘治十年（1497年）十二月由兵部郎中升福建布政司右参政。

## 家族
曾祖父張允才。祖父張瑀，曾任恩例冠帶。父亲張晟。母章氏。具庆下。娶陈氏。